# ديفيد شيبرد
ديفيد شيبرد هو سياسي كندي، ولد في 19 يونيو 1973 بإدمونتون في كندا. حزبياً، نشط في Alberta New Democratic Party ‏. وقد انتخب عضو الجمعية التشريعية ألبرتا عن دائرة Edmonton-Centre ‏ خلال فترته النيابية ‏.